# Мураускас, Ромуальдас Пранович
Ромуальдас Пранович Мураускас (лит. Romualdas Murauskas, 2 октября 1934, Каунас — 23 мая 1979, там же) — советский боксёр литовского происхождения, выступал за сборную СССР в полутяжёлой весовой категории во второй половине 1950-х годов. Бронзовый призёр летних Олимпийских игр в Мельбурне, победитель и призёр национальных первенств и Спартакиад. Представлял спортивный клуб «Жальгирис» и Вооруженные Силы, мастер спорта СССР (1956).

## Биография
Родился 2 октября 1934 года в Каунасе.
На взрослом уровне впервые добился успеха в 1955 году, завоевав в полутяжёлой весовой категории бронзовую медаль на первенстве СССР. После этой медали закрепился в основном составе сборной и съездил на чемпионат Европы в Берлин, где, тем не менее, на стадии четвертьфиналов проиграл немцу Улли Ничке. Следующий сезон оказался наиболее удачным для него, поскольку последовали чемпионство национального чемпионата, победа на Спартакиаде народов СССР и вызов на летние Олимпийские игры в Мельбурн. На Олимпиаде Мураускас был близок к олимпийскому золоту, но проиграв в полуфинале американскому боксёру Джеймсу Бойду, довольствовался бронзовой наградой.
В 1957 году литовец вновь соревновался на чемпионате Европы, и вновь остался без медалей, остановившись на стадии четвертьфиналов. В 1959 и 1960 годах он ещё дважды занимал третьи места на первенствах Советского Союза, был финалистом следующей Спартакиады, неизменно удерживал титул чемпиона Литовской ССР, но из-за слишком высокой конкуренции в команде в 1961 году принял решение уйти из бокса. Всего за карьеру провёл 205 боёв, из них 189 окончил победой.
Умер 23 мая 1979 года в Каунасе.

## Награды
- Орден «Знак Почёта» (27.04.1957) — «за успехи, достигнутые в деле развития массового физкультурного движения в стране, повышения мастерства советских спортсменов, и успешное выступление на международных соревнованиях»